# Black Beauty & Hair
 (juillet 2020).
 (février 2024).
Si vous disposez d'ouvrages ou d'articles de référence ou si vous connaissez des sites web de qualité traitant du thème abordé ici, merci de compléter l'article en donnant les références utiles à sa vérifiabilité et en les liant à la section « Notes et références ».
Black Beauty & Hair est un magazine féminin britannique fondé en 1982. Il s'agit du premier magazine de coiffure et de beauté pour femmes de couleur au Royaume-Uni et en Europe. 
Il est édité par la société Hawker Publications.
Les articles sont centrés sur la beauté, la mode, le soin des cheveux bouclés, crépus et afro, avec des conseils lifestyle.
Black Beauty & Hair s'associe régulièrement avec des salons de coiffure célèbres au Royaume-Uni tels que Rick Roberts, Jamie Stevens et Michelle Thompson afin de proposer du contenu exclusif. 

## Événements notables
Le magazine est à l'origine d'une cérémonie annuelle, Black Beauty & Hair Sensationnel Awards, créée pour récompenser les coiffeurs professionnels britanniques, européens et internationaux.